# Gabinete Salmond II

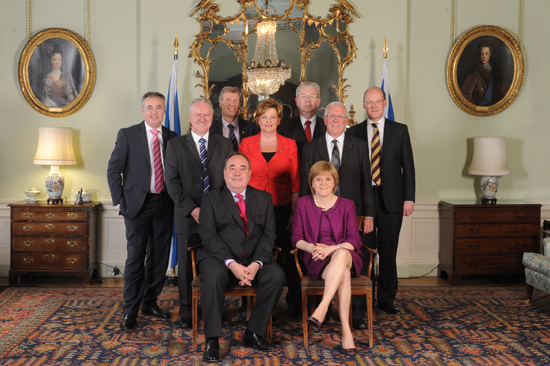
El gabinete al completo de Alex Salmond.

Alex Salmond formó el Gabinete Salmond II el 19 de mayo de 2011 tras la aplastante victoria de su Partido Nacional Escocés en las elecciones de 2011 al cuarto Parlamento Escocés. Este fue el primer gobierno mayoritario de un solo partido en la historia del parlamento devuelto. La segunda administración de Salmond terminó el 19 de noviembre de 2014 a raíz de su renuncia como Ministro principal de Escocia. Este gabinete sucedió al Gabinete Salmond I.

## Apoyo parlamentario
| Cámara             | Candidato    | Fecha                                       | Voto |    |    |    |   |   | Ind. | Total  |
| ------------------ | ------------ | ------------------------------------------- | ---- | -- | -- | -- | - | - | ---- | ------ |
| Parlamento Escocés | Alex Salmond | 18 de mayo de 2011 Mayoría simple requerida | Sí   | 69 |    |    |   |   |      | 69/129 |
| Parlamento Escocés | Alex Salmond | 18 de mayo de 2011 Mayoría simple requerida | No   |    | 37 | 15 | 5 | 2 | 1    | 60/129 |
| Parlamento Escocés | Alex Salmond | 18 de mayo de 2011 Mayoría simple requerida | Abs. |    |    |    |   |   |      | 0/129  |

## Composición

### Mayo de 2011-Septiembre de 2012
| Partido Político                                              | Partido Político                                                         | Partido Nacional Escocés                                                      |       |       |
| Partido Político                                              | Partido Político                                                         | Independiente                                                                 |       |       |
| Nombre                                                        | Nombre                                                                   | Cargo                                                                         | Cargo | Ref.  |
| Ministro Principal de Escocia                                 |                                                                          |                                                                               |       |       |
| Alex Salmond 19 de mayo de 2011 - 18 de noviembre de 2014     |                                                                          | Ministro Principal de Escocia                                                 |       | [ 1 ] |
| Viceministra Principal de Escocia                             |                                                                          |                                                                               |       |       |
| Nicola Sturgeon 19 de mayo de 2011 - 19 de noviembre de 2014  |                                                                          | Viceministra Principal de Escocia                                             |       | [ 1 ] |
| Nicola Sturgeon 19 de mayo de 2011 - 19 de noviembre de 2014  | Secretaría del Gabinete de Salud, Bienestar y Estrategia de las Ciudades |                                                                               |       | [ 1 ] |
| Ministros                                                     |                                                                          |                                                                               |       |       |
| John Swinney 19 de mayo de 2011 - 21 de noviembre de 2014     |                                                                          | Secretario del Gabinete de Finanzas, Empleo y Crecimiento Sostenible          |       | [ 1 ] |
| Michael Russell 19 de mayo de 2011 - 21 de noviembre de 2014  |                                                                          | Secretario del Gabinete de Educación y Aprendizaje Permanente                 |       | [ 1 ] |
| Bruce Crawford 19 de mayo de 2011 - 21 de noviembre de 2014   |                                                                          | Secretario del Gabinete de Negocios Parlamentarios y Estrategia Gubernamental |       | [ 1 ] |
| Kenny MacAskill 19 de mayo de 2011 - 21 de noviembre de 2014  |                                                                          | Secretario del Gabinete de Justicia                                           |       | [ 1 ] |
| Richard Lochhead 19 de mayo de 2011 - 21 de noviembre de 2014 |                                                                          | Secretario del Gabinete de Medio Rural y Medio Ambiente                       |       | [ 1 ] |
| Fiona Hyslop 19 de mayo de 2011 - 21 de noviembre de 2014     |                                                                          | Secretaria del Gabinete de Cultura y Asuntos Exteriores                       |       | [ 1 ] |
| Alex Neil 19 de mayo de 2011 - 21 de noviembre de 2014        |                                                                          | Secretario del Gabinete de Infraestructura e Inversiones de Capital           |       | [ 1 ] |

### Septiembre de 2012-Noviembre de 2014
| Nombre                                                        | Nombre                                                                   | Cargo                                                                                                   | Cargo                         | Ref.  |
| Ministro Principal de Escocia                                 | Ministro Principal de Escocia                                            | Ministro Principal de Escocia                                                                           | Ministro Principal de Escocia |       |
| ------------------------------------------------------------- | ------------------------------------------------------------------------ | --- | ----------------------------- | ----- |
| Alex Salmond 19 de mayo de 2011 - 18 de noviembre de 2014     |                                                                          | Ministro Principal de Escocia                                                                           |                               | [ 1 ] |
| Viceministra Principal de Escocia                             |                                                                          | |                               |       |
| Nicola Sturgeon 19 de mayo de 2011 - 19 de noviembre de 2014  |                                                                          | Viceministra Principal de Escocia                                                                       |                               | [ 1 ] |
| Nicola Sturgeon 19 de mayo de 2011 - 19 de noviembre de 2014  | Secretaría del Gabinete de Salud, Bienestar y Estrategia de las Ciudades | |                               | [ 1 ] |
| Ministros                                                     |                                                                          | |                               |       |
| John Swinney 19 de mayo de 2011 - 21 de noviembre de 2014     |                                                                          | Secretario del Gabinete de Finanzas, Empleo y Crecimiento Sostenible                                    |                               | [ 1 ] |
| Michael Russell 19 de mayo de 2011 - 21 de noviembre de 2014  |                                                                          | Secretario del Gabinete de Educación y Aprendizaje Permanente                                           |                               | [ 1 ] |
| Kenny MacAskill 19 de mayo de 2011 - 21 de noviembre de 2014  |                                                                          | Secretario del Gabinete de Justicia                                                                     |                               | [ 1 ] |
| Richard Lochhead 19 de mayo de 2011 - 21 de noviembre de 2014 |                                                                          | Secretario del Gabinete de Medio Rural y Medio Ambiente                                                 |                               | [ 1 ] |
| Fiona Hyslop 19 de mayo de 2011 - 21 de noviembre de 2014     |                                                                          | Secretaria del Gabinete de Cultura y Asuntos Exteriores                                                 |                               | [ 1 ] |
| Alex Neil 19 de mayo de 2011 - 21 de noviembre de 2014        |                                                                          | Secretario del Gabinete de Infraestructura e Inversiones de Capital                                     |                               | [ 1 ] |
| Angela Constance 19 de mayo de 2011 - 21 de noviembre de 2014 |                                                                          | Secretaria del Gabinete de Formación, Juventud y Empleo de la Mujer                                     |                               | [ 1 ] |
| Shona Robison 19 de mayo de 2011 - 21 de noviembre de 2014    |                                                                          | Secretaria del Gabinete de Juegos, Deportes, Igualdad y Derechos de los Pensionistas de la Commonwealth |                               | [ 1 ] |

### Ministros Menores
| Cargo                                                        | Ministro | Ministro            | Ministro  | Término   |
| ------------------------------------------------------------ | -------- | ------------------- | --------- | --------- |
| Ministro de Relaciones Exteriores y Desarrollo Internacional |          | Humza Yousaf        |           | 2011-2014 |
| Ministro de Salud Pública                                    |          | Michael Matheson    |           | 2011-2014 |
| Ministro de Energía, Empresa y Turismo                       |          | Fergus Ewing        |           | 2011-2014 |
| Ministra de Gobierno Local y Planificación                   |          | Aileen Campbell     |           | 2011-2014 |
| Ministra de la Infancia y la Juventud                        |          | Angela Constance    |           | 2011-2014 |
| Ministro de Aprendizaje y Habilidades                        |          | Alasdair Allan      |           | 2011-2014 |
| Ministro de Aprendizaje, Ciencia e Idiomas de Escocia        |          | Alasdair Allan      | 2011-2014 |           |
| Ministro de Asuntos Parlamentarios y jefe whip               |          | Brian Adam          |           | 2011-2012 |
| Ministro de Asuntos Parlamentarios                           |          | Joe FitzPatrick     |           | 2012-2014 |
| Ministra de Seguridad Comunitaria y Asuntos Legales          |          | Roseanna Cunningham |           | 2011-2014 |
| Ministro de Medio Ambiente y Cambio Climático                |          | Stewart Stevenson   |           | 2011-2012 |
| Ministro de Medio Ambiente y Cambio Climático                |          | Paul Wheelhouse     |           | 2012-2014 |
| Ministro de Vivienda y Transporte                            |          | Keith Brown         |           | 2011-2012 |
| Ministro de Transportes y Veteranos                          |          | Keith Brown         | 2012-2014 |           |

## Agentes de la Ley Escocesa
| Agentes de la Ley Escocesa                                    | Agentes de la Ley Escocesa | Agentes de la Ley Escocesa     | Agentes de la Ley Escocesa | Agentes de la Ley Escocesa |
| ------------------------------------------------------------- | -------------------------- | ------------------------------ | -------------------------- | -------------------------- |
| Frank Mulholland 19 de mayo de 2011 - 19 de noviembre de 2014 |                            | Lord Advocate                  |                            | [ 1 ]                      |
| Lesley Thomson 19 de mayo de 2011 - 19 de noviembre de 2014   |                            | Procuradora General de Escocia |                            | [ 1 ]                      |